# سونی اریکسون دبلیو۷۱۰
سونی اریکسون دبلیو۷۱۰ (به انگلیسی: Sony Ericsson W710)، یک‌نمونه از گوشی‌های تلفن همراه سری دبلیو (به انگلیسی: W) شرکت سونی اریکسون می‌باشد که توسط همین شرکت به بازار عرضه شده‌است.